# أحمد الحسني البغدادي
السيد أحمد الحسني البغدادي (1945 - ) عالم دين شيعي وسياسي عراقي.

## نشأته
- ولد في مدينة النجف في العراق في الخامس عشر من رمضان المبارك سنة 1364هـ ــ 1945م.
- ينتمي سماحته إلى أسرة «آل الحسني البغدادي»، وهي أسرة أدبية علمية مشهورة منذ قرون عديدة، لها ثقلها السياسي من حيث تمسكها بالثوابت الوطنية والإسلامية، ومنها ينحدر الشريف أبو نمي أمير الحجاز المتوفى سنة 721هـ، جد الأسر الحسنية التي تقطن العراق، وجد الأسرة الهاشمية التي حكمت في الحجاز والعراق، ولازالت تحكم في الأردن.[1]

## دراسته
درس الأدب والفقه والأصول والعقائد على فقهاء النجف إلاَّ أنَّ معظم تتلمذه كان على يد أبيه الإمام البغدادي.
أمره والده في أواخر حياته بإقامة صلاة الجماعة في الصحن الحيدري الشريف ووصفه على مسمع حشد من الطلاب الحوزويين بالمقام المحمود، والرأي الصائب، والاجتهاد الملكي، ودعا له بالتوفيق، والمستقبل الزاهر في خدمة الدين وكيان المسلمين، وأكد عليهم بتأييده وترويجه لأنه أهل لذلك، ثم خطّْ بيده الشريفة هذه المناقب في غرة ربيع الأول سنة 1391هـ، وقد اقرَّ له بهذه اقرانه والعلماء الذين عاصروه.
نال درجة الاجتهاد في فقه الشريعة الإسلامية الخاتمة ولم يتجاوز العقد الثالث من عمره، وقد نَّوه بشخصيته اليسارية الإسلامية، وأشاد بها طائفة كبيرة من العلماء والمؤرخين والمفكرين الإسلاميين والليبراليين، نكتفي بواحدة منها تفضَّل بها المرجع الشيخ على الغروي.
في ريعان شبابه، قرأ فكر الثقافات والأطروحات الجديدة وأدبيات الأحزاب والحركات العربية والإسلامية والعالمية، وتاريخ الثورات والانتفاضات الشعبية التي تناهض الاستعمار والإقطاع والرأسمالية وتقاومها.

## نشاطاته ومواقفه السياسية
- بدأ نشاطه السياسي الحركي الملتزم في شتاء 1962م فانخرط في تنظيم «منظمة الشباب المسلم».[1]
- في شتاء 1965م تقدمّ باستقالته إلى مسؤوله الشهيد محمد صالح الحسيني ليتفَّرغ للدرس والتدريس والمذاكرة مع زملائه في الحوزة العلمية في النجف ولكنَّه بقي على اتصال مستمر مع المنظمة كصديق، وأكد هذا التواصل بمصاهرته حفيدة الشيخ المجاهد الإمام عبد الكريم الجزائري عم مؤسس المنظمة ومرشدها الشيخ عز الدين الجزائري.
- في صيف 1963م أيد انتفاضة «خرداد» بقيادة الإمام القائد السيد روح الله الخميني، التي اندلعت ضد قانون «كابتي لاسيون» اللاديني، واستمر يدعم ويساند مقدمات ثورة شباط «بهمن» 1979م، وتصدر تظاهرة جماهيرية تأييدا لها يوم انتصارها بعد أداء صلاتي المغرب والعشاء.[1]
- حين اندلعت الحرب العراقية ــ الإيرانية أعلن انه لن يحضر اجتماعا دينينا، أو مؤتمرا إسلاميا، ولن يجري مقابلة مرئية، أو مسموعة، أو مقروءة، ضد الجمهورية الإسلامية وقائدها الرمز.[1]
- تغيرت نظرة سماحته إلى مسيرة «الثورة الإسلامية» بالتدريج بعد صعود الإمام القائد المؤسس إلى الملأ الأعلى فانتهج موقف الصمت منها خوفا من مؤامرات الاستكبار والكفر العالمي التي تحاول تقويض هذه «الدولة الثورية» في ربيع 2003م بعد احتلال أمريكا العراق اتخذ سماحته موقفا ناقدا من القيادة السياسية في إيران لأنه رآها تؤدي دوراً انتقائياً فهي تساند المقاومة والمواجهة في فلسطين ولبنان وتدخل في تحالف استراتيجي مع سوريا للتصدي لأمريكا و«إسرائيل» وصمود في وجه مخططاتها لكنها تتخذ موقفاً يمالئ أمريكا في العراق فقد دعمت العملية السياسية، وكانت أول المعترفين بمجلس الحكم الانتقالي.
- عارض بشدة الاحتلال الأمريكي للعراق وحارب السياسات الأمريكية.
- ينتقد بشدة المراجع المعاصرين ويتهم مؤسساتهم بهدر اموال الشعب.[2]
- أحد الذين وقفوا بقوة مع السيد فضل الله أثناء الازمة التضليلية التي واجهته حيث دعم مرجعيته بأن أفتى لما سئل باجتهاد السيد وابراء الذمة بتقليده.

## وصلات خارجية ومصادر
موقعه الشخصي